# Gary Kagelmacher
Gary Christofer Kagelmacher Pérez (nascut a Montevideo el 21 d'abril de 1988) és un futbolista professional uruguaià d'ascendència alemanya.

## Biografia
Gary va néixer a Montevideo, Uruguai encara que la seva família és d'origen alemany. Va començar a jugar al Danubio FC, a la seva terra natal.
Després de debutar a la primera divisió de l'Uruguai i jugar el Campionat sub-20 del Canadà, va marxar cedit al Reial Madrid Castella durant la temporada 2007-08, fitxant a la temporada següent.
El 31 de maig de 2009 va debutar a Primera Divisió amb el Reial Madrid a causa de les baixes del conjunt blanc a la defensa, jugant només 58 minuts en ser substituït pel seu company al filial, Marcos Tébar.